# 櫟脛毛介殼蟲
櫟脛毛介殼蟲（学名：Kuwania quercus）为碩介殼蟲科毛介殼蟲屬下的一个种。